# E-Bow the Letter
«E-Bow the Letter» es una canción de la banda de rock estadounidense R.E.M., lanzada el 19 de agosto de 1996 como primer sencillo de su décimo álbum de estudio New Adventures in Hi-Fi, el cual fue publicado algunas semanas después. Ese mismo mes, la banda firmó un histórico contrato de distribución de cinco álbumes con la discográfica Warner Bros. Patti Smith, conocida como la «madrina del punk» y citada como una gran influencia por los miembros de R.E.M. Michael Stipe y Peter Buck, aportó su voz en los coros de la canción. Smith apareció también como corista invitada en «Blue», tema de cierre de Collapse into Now (2011), decimoquinto y último álbum de estudio de la agrupación. 
Aunque alcanzó la cuarta casilla en la lista UK Singles Chart —convirtiéndose de esta forma en la canción mejor posicionada de R.E.M. en las listas del Reino Unido hasta «The Great Beyond» (2000)—, en Estados Unidos no logró replicar este éxito tras ubicarse en la posición número 49 del Billboard Hot 100. «E-Bow the Letter» es el sencillo principal de R.E.M. con la clasificación más baja en esta lista desde «Fall on Me» del álbum Lifes Rich Pageant (1986), año en que la banda tenía un contrato con I.R.S. Records, un sello de menor importancia. Jem Cohen dirigió el video musical de la canción, que presenta a la agrupación en Los Ángeles y a Smith en Praga.
Dedicada a la memoria del actor y músico River Phoenix, amigo personal de Stipe fallecido en 1993 a causa de una sobredosis de opioides, «E-Bow the Letter» recibió elogios de la crítica especializada, aunque algunas reseñas señalaron que se trataba de una canción poco apta para ser elegida como el sencillo principal del disco, especialmente por su contenido introspectivo y su «naturaleza pesimista». Por su parte, otros medios ponderaron como valiente la elección de la banda al usar una canción de estas características como primer corte de difusión de New Adventures in Hi-Fi.

## Trasfondo y composición

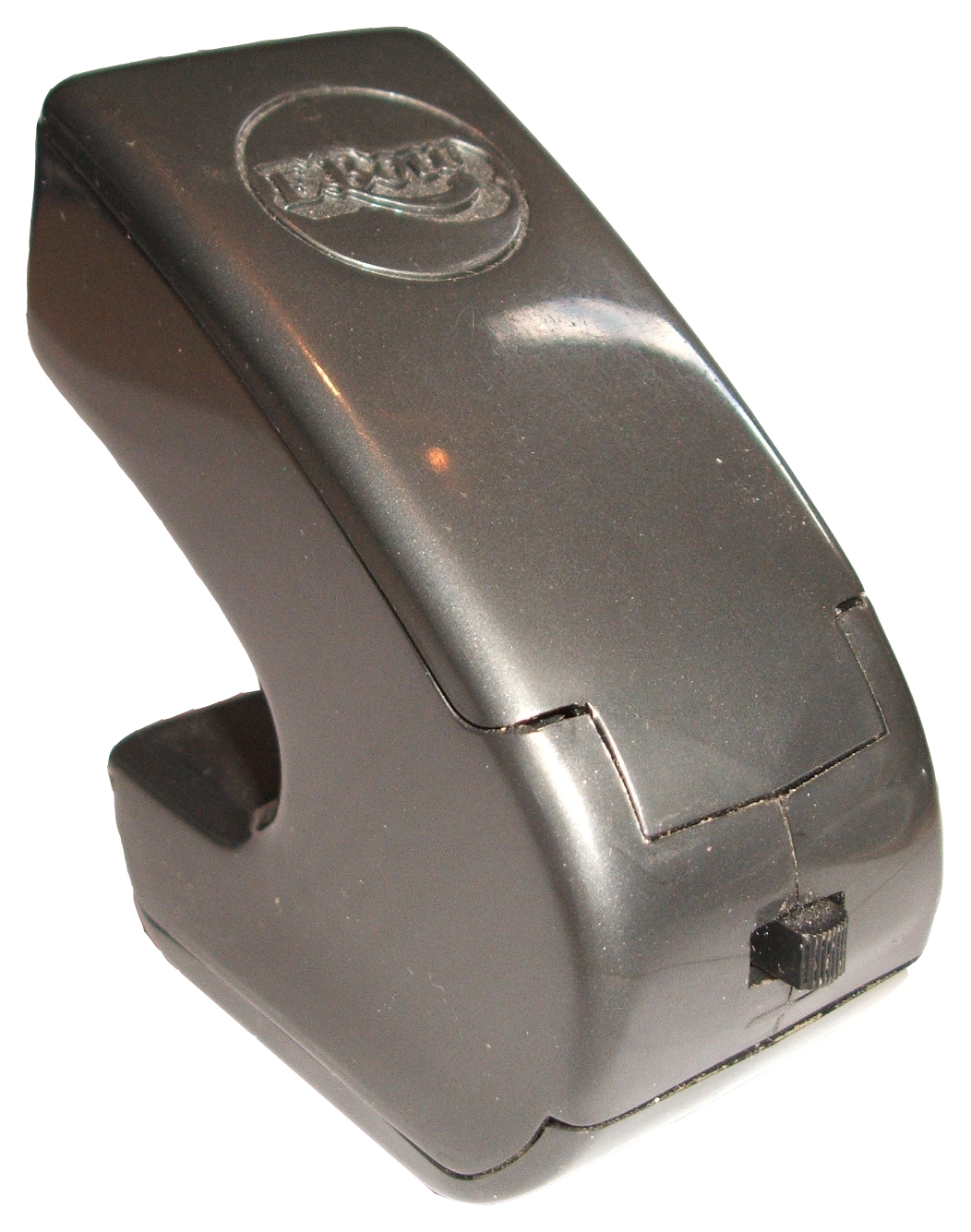
El guitarrista Peter Buck usó un EBow para hacer ciertos riffs, de ahí el título de la canción

La canción fue dedicada a la memoria del actor y músico River Phoenix, amigo personal del cantante Michael Stipe. Su título hace referencia al EBow, un dispositivo generador de campos electromagnéticos que induce una vibración sostenida en una cuerda de guitarra eléctrica —creando un efecto similar al de un violín—, y a una «carta nunca enviada» de Stipe a Phoenix. Este dispositivo está presente en el tema y aparece en el video musical, y en las interpretaciones en vivo el guitarrista Peter Buck solía usarlo. Phoenix pasaba por momentos difíciles en 1993 debido a su excesivo consumo de drogas, algo que inspiró a Stipe a componer la letra del tema; el actor falleció el 31 de octubre de ese mismo año a causa de una sobredosis de cocaína y heroína.
Buck definió como «increíble» la colaboración de Patti Smith en la canción y manifestó que ella cambió su vida «de una manera muy literal en 1976» y «[su] percepción de lo que era la música» cuando la vio tocar en vivo. «E-Bow the Letter» no es la única pista de R.E.M. en la que participó Smith, también proporcionó los coros en «Blue», pista de cierre del último álbum de estudio del grupo, Collapse into Now (2011). Thom Yorke, vocalista de la banda británica Radiohead y amigo de Stipe, cantó la parte vocal de Smith en «E-Bow the Letter» en un concierto de 2004.
La canción tiene una duración de cinco minutos y veintidós segundos, está compuesta en la tonalidad de sol mayor y mi menor en la introducción, que se repite tres veces, y tiene un tempo de 155 pulsaciones por minuto. La banda la describió como un «canto popular», y Marcus Gilmer de The A.V. Club afirmó que «incursiona en los sonidos del Medio Oriente, gracias al uso del instrumento titular, y presenta los inquietantes coros de Patti Smith como imágenes que emergen en papel fotográfico». Según Jessica Kennedy de MTV News, el flujo de conciencia presente en la letra «revela un lado vulnerable y lleno de dudas».
En 2019, Stipe declaró que la canción es la única para la que escribió la letra antes de que se hiciera la música, ya que inicialmente era una carta. La banda la tocó durante una prueba de sonido durante el Monster Tour, en la que Stipe corrió detrás del escenario para recuperar la carta y poner sus palabras en la música.

## Lanzamiento e impacto

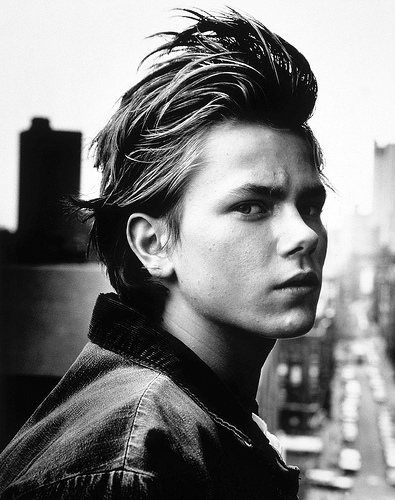
«E-Bow the Letter» está dedicada en memoria del actor estadounidense River Phoenix (fotografiado en 1987), quien falleció en 1993 a causa de una sobredosis de opioides. El actor mantuvo una estrecha amistad con Michael Stipe.

«E-Bow the Letter» salió a la venta el 14 de agosto de 1996 como primer sencillo del álbum New Adventures in Hi-Fi en los formatos CD, vinilo de 7" y 12", maxisencillo y casete, a través de la discográfica Warner Records. Según David Buckley, biógrafo de la banda, debido a su tono sombrío y apagado, el álbum «no tenía sencillos obvios ni éxitos de radio», aunque Consequence of Sound señaló que R.E.M. podría haber seleccionado una canción más orientada al pop como «Bittersweet Me», pero decidieron «mantenerse firmes». Pese a ser una de las canciones más introvertidas del disco, finalmente fue seleccionada por la agrupación como el sencillo principal. Dada su naturaleza pesimista «casi como de canto fúnebre», sus versos hablados, su «entrega vocal al estilo [Bob Dylan]» y su ritmo lúgubre, fue considerada una elección inusual y valiente, ya que, según Buckley, «era en gran medida inapropiada para ser un éxito radial».
Para James Masterton de Dotmusic, el sencillo siguió «el típico hábito de mercadotecnia de R.E.M. de publicar una de las pistas menos comerciales del álbum como sencillo principal. Al igual que “Drive” en 1992, la pista inicialmente suena como un desastre monótono y sin melodía que ha causado algunos dolores de cabeza a los programadores de radio, atrapados entre el afán de la gente por escuchar el nuevo sencillo de uno de los mejores grupos del mundo, y el hecho de que suene tan extraño».
Según Patrick M. Reilly de The Wall Street Journal, los ejecutivos de Warner Bros. manifestaron que «la elección de la banda de un primer sencillo monótono y fúnebre» afectó negativamente las ventas del álbum. En un artículo retrospectivo, la revista Consequence of Sound declaró que «E-Bow the Letter» no solo frustró el éxito comercial del disco, sino también el de la banda de allí en adelante. Para el crítico Stephen Troussé «fue una demostración orgullosa de integridad artística [...] una demostración exasperante del sello que dominaban la libertad total». David Stubbs de Uncut la definió como de folk rock experimental y la comparó con «How the West Was Won and Where It Got Us» (1997), al afirmar que ninguna de las dos canciones eran adecuadas como sencillo. El autor manifestó finalmente: «Lo que sea que los moleste es inescrutable para el oyente casual; de hecho, por oscuramente convincente que sea la canción, parece desde cierto ángulo un intento deliberado de deshacerse de fanáticos extraños».
El bajista Mike Mills opinó respecto a esta elección: «Fue una reacción al hecho de que nunca hemos tomado el camino fácil. Es importante para nosotros desafiarnos a nosotros mismos y a la audiencia [...] La audiencia puede responder bien a cosas como esa, como escoger “Drive” en Automatic for the People. Esa fue una decisión muy importante para nosotros, y la compañía discográfica no estaba muy entusiasmada, pero confían en nosotros y saben que tenemos razones para lo que hacemos, y generalmente funciona. Automatic no hizo mucho daño». Por su parte, Stipe manifestó: «Teníamos la capacidad de lanzar las canciones más inverosímiles sólo para empujar la radio tan lejos como pudiéramos, [y] conseguir más buena música en la radio. Y así fue durante un tiempo. "E-Bow The Letter" supuso la sentencia de muerte para nuestra capacidad de hacerlo. Pero creo que está dentro de mis mejores composiciones».

## Recepción crítica

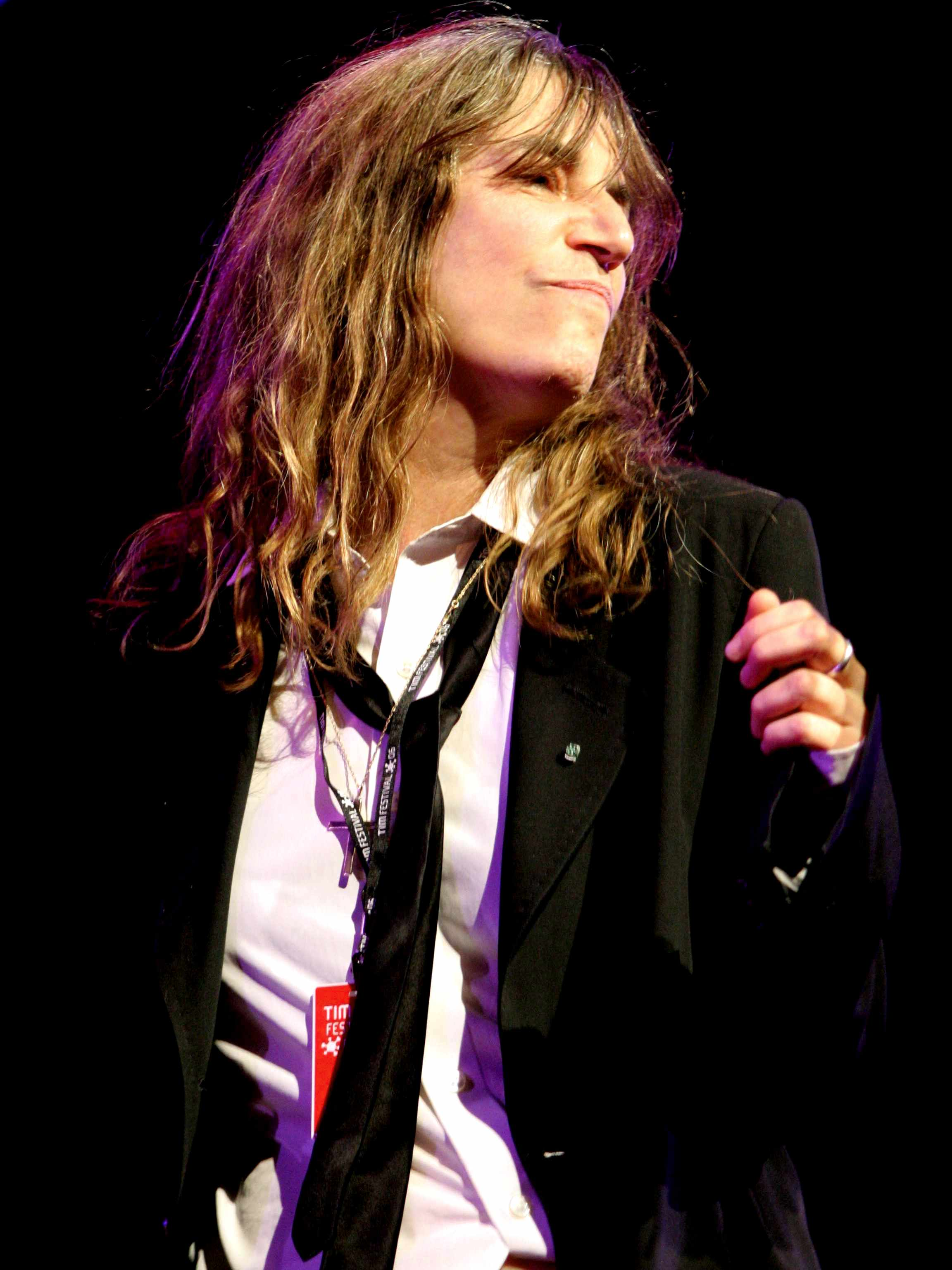
Patti Smith —una de las influencias de Peter Buck y Michael Stipe— proporcionó los coros de «E-Bow the Letter». Su interpretación fue elogiada por la crítica.

«E-Bow the Letter» recibió elogios por parte de la crítica especializada. Larry Flick de Billboard la describió como «una de las baladas de rock típicamente introspectivas de la banda» y afirmó: 

«Michael Stipe se abre paso a través de una textura espesa de órganos hinchados, rasgueos acústicos y guitarras eléctricas afiladas y colocadas con parsimonia, con el ceño fruncido y la voz eternamente pesada que se ha convertido en su firma. Patti Smith envuelve la canción con encantamientos engañosamente tranquilizadores que se cuelan eficazmente desde detrás de la música hasta un lamento directo al final del tema. Artístico, conmovedor e innegablemente accesible [...] tres características sólidas de cualquier grabación de R.E.M.».

Ryan Schreiber, fundador y propietario de Pitchfork Media, la describió en el sitio web como «posiblemente una de las mejores canciones jamás escritas» y le otorgó una calificación de 9.5 sobre diez, mientras que James Masterton la definió como una canción «totalmente extraña» y la comparó con el sencillo «All the Young Dudes» de Mott the Hoople, el cual presenta una instrumentación similar. «E-Bow the Letter» ocupó la vigesimoprimera posición en la lista de sencillos del año 1996, elaborada por la revista NME.
Thomas Ward, del portal AllMusic, la describió como una de las mejores composiciones de R.E.M. de la década de 1990 y como la pieza central de uno de sus álbumes «más olvidados e infravalorados». El crítico manifestó: 

«Con un estupendo arreglo de guitarra y una melodía inusual pero pegadiza, la canción es esencialmente un escaparate para la lírica rápida y algo oblicua de Michael Stipe, aunque contiene algunos momentos maravillosos (como "Dreaming of Maria Callas/Whoever she is"). El éxito de la canción se debe a lo inusual de su letra y a la estructura de sus acordes, ciertamente poco convencionales, y a la simple rareza de la letra de Stipe. Como tal, no justifica una explicación literal, pero no deja de ser una experiencia auditiva cautivadora».

Paul Lester de Melody Maker sintió que «es R.E.M. en su forma más maravillosamente sensiblera». Otro editor de Melody Maker, Mark Luffman, escribió: «Sin embargo, “E-Bow the Letter” surge de la nada en la que R.E.M. haya estado antes, desde su introducción “All the Young Dudes". Casi una canción de Gene Clarke. Esta es “Tusk” de R.E.M., ya que es una canción que no esperábamos que se les ocurriera». The A.V. Club la ubicó en la posición número 31 de su lista de las 40 mejores canciones de R.E.M., y afirmó: «La banda, acompañada aquí por la heroína declarada de Stipe, Patti Smith, juega con fuego divino en esta magnífica pista del álbum de 1996 New Adventures In Hi-Fi. Stipe hace una genuflexión ante su ídolo, dándole el espacio para robar el espectáculo en el final de la canción» y concluyó que se trata de «una colaboración asombrosamente poderosa y apropiada».

## Rendimiento comercial
En la lista de éxitos Billboard Hot 100 estadounidense, «E-Bow the Letter» debutó en la posición número 54 en la edición del 7 de septiembre de 1996, logrando su punto máximo una semana después al ubicarse en la casilla 49 y pasando un total de nueve semanas en la lista. Alcanzó el top 5 de la lista Billboard Modern Rock Tracks al ubicarse en el segundo lugar el 14 de septiembre y entró en el top 10 en Adult Alternative Songs al ocupar la séptima casilla el 7 de septiembre. Logró mantenerse en este ranking durante siete semanas. También figuró en las listas Billboard Mainstream Rock y Maxi-Singles Sales, alcanzando las posiciones 15 y 39, respectivamente, el 14 de septiembre. Junto con «What's the Frequency, Kenneth?», es la única canción de R.E.M. en aparecer en este último listado. En Canadá llegó al puesto número seis en la lista RPM 100 y al primer lugar en RPM Alternative 30; más adelante, la revista la clasificó como el 53.er sencillo con mejores resultados en 1996 en el país, así como la 30ª canción de rock más exitosa del año.
En el Reino Unido, «E-Bow the Letter» se convirtió en el sencillo de mayor audiencia de la banda hasta «The Great Beyond» (2000), al debutar en la cuarta posición del UK Singles Chart, gracias a su «típicamente irónico sentido del humor». Dando a R.E.M. su decimoctavo éxito entre los cuarenta primeros lugares en la lista, la canción pasó seis semanas en el top 100 del Reino Unido; también ingresó en el top 10 de Irlanda, donde llegó al octavo lugar. En Islandia ascendió a la segunda posición en la lista Íslenski después de siete semanas, y terminó el año como el 41.er sencillo más exitoso del país. «E-Bow the Letter» se convirtió en el quinto top 10 de R.E.M. en Noruega al debutar y alcanzar la sexta casilla de la VG-Lista, donde permaneció durante dos semanas. En Finlandia alcanzó el número once en la Suomen virallinen lista, y adicionalmente apareció en las listas de éxitos de Austria, Flandes, Alemania y los Países Bajos, alcanzando el puesto 28 en el Eurochart Hot 100. En Australia se ubicó en la posición 23 en la lista de sencillos de la ARIA y pasó cuatro semanas entre los cincuenta primeros lugares, mientras que en Nueva Zelanda debutó en el puesto 32 y abandonó la lista de sencillos de la RIANZ después de tres semanas.

## Video musical
El video musical fue dirigido por Jem Cohen y presenta clips y metrajes de Los Ángeles, mientras que en otras escenas aparece la banda interpretándola en una habitación llena de luces. En un momento del video se puede ver al guitarrista Peter Buck usar el EBow, y en otras escenas se puede apreciar a Patti Smith en Praga (República Checa). Para Difuser Bryan Wawzenek, del mismo sitio, comentó que el video musical parece «como una continuación melancólica de “Nightswimming” con escenas quemadas y nocturnas». Matthew Perpetua de Rolling Stone elogió el videoclip al manifestar:

«El tenue y romántico clip de Jem Cohen para "E-Bow the Letter", la colaboración de R.E.M. de 1996 con Patti Smith, se adapta perfectamente al sonido y al sentimiento de la canción, que sigue siendo una de las mejores y más distintivas composiciones de la banda. Las escenas callejeras solitarias de Cohen son magníficas, pero las imágenes de Stipe actuando con la banda en una habitación iluminada por cientos de diminutas luces blancas se encuentran entre las tomas más elegantes e impresionantes de su filmografía».

## Lista de canciones
Todas las canciones fueron escritas por Bill Berry, Peter Buck, Mike Mills, y Michael Stipe, excepto donde se indique.
| N.º | Título                              | Duración |  |
| 1.  | «E-Bow the Letter» (Seattle studio) | 5:22     |  |
| 2.  | «Tricycle» (St. Louis soundcheck)   | 1:58     |  |

| N.º | Título                              | Escritor(es)     | Duración |  |
| 1.  | «E-Bow the Letter» (Seattle studio) |                  | 5:22     |  |
| 2.  | «Tricycle» (St. Louis soundcheck)   |                  | 1:58     |  |
| 3.  | «Departure» (Rome soundcheck)       |                  | 3:35     |  |
| 4.  | «Wall of Death» (Athens studio)     | Richard Thompson | 3:07     |  |

| N.º | Título                | Escritor(es) | Duración |  |
| 1.  | «E-Bow the Letter»    |              | 5:24     |  |
| 2.  | «Tricycle»            |              | 1:59     |  |
| 3.  | «Departure» (en vivo) |              | 3:35     |  |
| 4.  | «Wall of Death»       | Thompson     | 3:07     |  |

## Créditos
Adaptados de las notas del maxisencillo estadounidense y de New Adventures in Hi-Fi.
Estudio
- Grabado en Bad Animals Studio (Seattle)

R.E.M.
- Michael Stipe – voz
- Peter Buck – guitarra, EBow,[2] sitar eléctrico
- Mike Mills – bajo, órgano, sintetizador moog, mellotron
- Bill Berry – batería, percusión

Artista invitada
- Patti Smith – voz

Producción
- R.E.M. – producción
- Scott Litt – producción, mezcla

## Posicionamiento en listas
| País/Continente | Lista (1996)                        | Posición |
| --------------- | ----------------------------------- | -------- |
| Alemania        | Official German Charts              | 65       |
| Australia       | ARIA Charts                         | 23       |
| Austria         | Ö3 Austria Top 40                   | 27       |
| Bélgica         | Ultratop 50 Flanders                | 48       |
| Canadá          | Top Singles (RPM)                   | 6        |
| Canadá          | Rock/Alternative (RPM)              | 1        |
| Escocia         | Official Charts Company             | 2        |
| Estados Unidos  | Adult Alternative Songs (Billboard) | 7        |
| Estados Unidos  | Alternative Airplay (Billboard)     | 2        |
| Estados Unidos  | Billboard Hot 100                   | 49       |
| Estados Unidos  | Dance Singles Sales (Billboard)     | 39       |
| Estados Unidos  | Mainstream Rock (Billboard)         | 15       |
| Europa          | Eurochart Hot 100                   | 28       |
| Finlandia       | Suomen virallinen lista             | 11       |
| Irlanda         | Irish Singles Chart                 | 8        |
| Islandia        | Íslenski Listinn Topp 40            | 2        |
| Italia          | Italy Airplay (Music & Media)       | 5        |
| Noruega         | VG-lista                            | 6        |
| Nueva Zelanda   | Recorded Music NZ                   | 32       |
| Países Bajos    | Dutch Top 40 Tipparade              | 11       |
| Países Bajos    | Single Top 100 Tipparade            | 12       |
| Reino Unido     | Official Charts Company             | 4        |

| País     | Lista (1996)             | Posición |
| -------- | ------------------------ | -------- |
| Canadá   | Top Singles (RPM)        | 53       |
| Canadá   | Rock/Alternative (RPM)   | 30       |
| Islandia | Íslenski Listinn Topp 40 | 41       |

## Historial de lanzamiento
| Región         | Día                      | Formato(s)                          | Sello        | Ref.   |
| -------------- | ------------------------ | ----------------------------------- | ------------ | ------ |
| Estados Unidos | 14 de agosto de 1996     | Todos los formatos radiales de rock | Warner Bros. | [ 3 ]  |
| Reino Unido    | 19 de agosto de 1996     | CD casete                           | Warner Bros. | [ 70 ] |
| Estados Unidos | 20 de agosto de 1996     | 7" CD casete                        | Warner Bros. | [ 3 ]  |
| Estados Unidos | 27 de agosto de 1996     | Maxisencillo                        | Warner Bros. | [ 3 ]  |
| Estados Unidos | 24 de septiembre de 1996 | Contemporary hit radio              | Warner Bros. | [ 71 ] |